# Rathmolyon
Rathmolyon är en ort i republiken Irland.   Den ligger i grevskapet An Mhí och provinsen Leinster, i den nordöstra delen av landet, 40 km väster om huvudstaden Dublin. Rathmolyon ligger 79 meter över havet och antalet invånare är 298.
Terrängen runt Rathmolyon är platt. Runt Rathmolyon är det ganska glesbefolkat, med 32 invånare per kvadratkilometer. Närmaste större samhälle är Navan, 19,8 km norr om Rathmolyon. Trakten runt Rathmolyon består i huvudsak av gräsmarker.